# Salyan (Nepal)
Salyan é uma cidade do Nepal. É a sede do distrito homónimo, na zona de Rapti. Fica situada a uma altitude de 1168 metros.